# Dedwen
Dedwen (auch Dedun) ist eine Gottheit der nubischen und altägyptischen Mythologie. Er war der Gott des Reichtums und des Weihrauchs.

## Darstellung
Bis ins späte Alte Reich wird Dedwen gar nicht dargestellt, sondern nur bei seinem Namen genannt. Seit dem Neuen Reich tritt er in menschlicher Gestalt auf, später aber auch löwenköpfig, wie Funde in Kalabscha belegen.

## Mythologie
Gemäß den Pyramidentexten der 6. Dynastie war Dedwen ein Schutzgott des verstorbenen Königs, ähnlich Osiris und Anubis. Die Texte beschreiben, wie Dedwens Weihrauchduft den König vor dem „schlechten Atem“ des Seth und vor der „Fäulnis der Schlachter“ (Ḫ3tjw) beschützt. Die Chatju galten als die dämonische Repräsentation von Verwesung. In weiteren Texten bringt Dedwen schützende Düfte zusammen mit dem Sonnengott Re und einer ominösen Milch-Göttin Jatet. In den nubischen Grabtexten wird Dedwen angerufen, um mit seinem Weihrauch neugeborene Königskinder vor Krankheit und plötzlichem Kindstod zu schützen. Während ihrer Krönung zum Herrscher erbaten Könige Schutz und Segen von Dedwen. Eine solche Szene ist im Tempel des Thutmosis III. zu Karnak erhalten, wo Dedwen als „Vorderster von Ta-seti“ (Nubien) und „Gott des Reiches von Kusch“ betitelt wird. Weitere Szenen mit Dedwen erscheinen in den Tempeln des Taharqa und des Aspelta, wo Dedwen als „Gott der Reinheitsberge“ (Napata) erscheint.

## Belege
Dedwen ist bereits seit dem Alten Reich bekannt und wird in den Pyramidentexten genannt. Seit dem Neuen Reich wird er mit Nubien assoziiert und dort bald sogar stärker verehrt, als in Ägypten selbst. Die Gründe für die kultische Verortung liegen im Dunkeln. Tatsächlich sind Kultorte für Dedwen bisher nur in Nubien sicher belegt: Philae, Kalabscha, Abu Simbel, Semna und Gebel Barkal. In der Spätzeit wurde er im Amun-Tempel in Hibis und als Dedwen-Amun im Tempel des Amun-Re von Aghurni verehrt.